# Света Петка (Вьоса)
Вижте пояснителната страница за други значения на Света Петка.
„Света Петка“ е изоставен манастир, разположен на ръба на дефилето Викос-Аоос, в района на Загори, Янинско. Построен през 1413 – 1414 г. при управлението на Карло I Токо и се състои от малък каменен параклис (най-стария запазен в Загори), предлагащ панорамна гледка към дефилето.
Построен от жителите на близкото село Вица. Ктитор е войводата Михаил Териан. Издигнат в памет на изцелението на дъщеря му Теодора. Църквата е малка еднокорабна базилика с дървен покрив, заобиколена от килиите на монасите. Стенописите в храма частично датират от XV век. На северната му стена има ктиторски портрет на Териан, съпругата и децата му. Дъщеря му Теодора е изобразена в бяло. Стенописите на южната стена са датирани от съответния надпис - 1689 г.